# Deb Haaland
Deb Haaland (ur. 2 grudnia 1960 w Winslow) – amerykańska polityk, członkini Izby Reprezentantów Stanów Zjednoczonych (2019–2021), sekretarz zasobów wewnętrznych (od 2021 roku).

## Życiorys

### Młodość i edukacja
Urodziła się 2 grudnia 1960 w Winslow. Po matce Mary Toyi pochodzi z plemienia Laguna Pueblo, a po ojcu J.D. Haalandzie jest pochodzenia norweskiego. Jej matka służyła w marynarce wojennej, a ojciec w piechocie morskiej.
W 1978 roku została absolwentką Highland High School w Albuquerque. W 1994 roku ukończyła anglistykę na University of New Mexico, a w 2006 roku uzyskała stopień Juris Doctor na  Uniwersytecie Nowego Meksyku. 

### Kariera polityczna
W latach 2013–2015 pracowała jako administratorka terytorium plemienia San Felipe Pueblo. Gdy była prezeską Laguna Development Corporation, starała się by firma inwestowała z dbałością o środowisko naturalne.
W 2014 roku zaangażowała się w politykę i u boku Gary’ego Kinga bez powodzenia kandydowała na zastępczynię gubernatora Nowego Meksyku, a potem objęła kierownictwo w stanowych strukturach Partii Demokratycznej (2015–2017) i z powodzeniem poprowadziła ją do zwycięstwa w wyborach do stanowej Izby Reprezentantów.
W 2018 roku wraz z Sharice Davids zostały pierwszymi rdzennymi Amerykankami wybranymi do Izby Reprezentantów – Haaland wygrała wybory w pierwszym okręgu wyborczym Nowego Meksyku, obejmującym większość Albuquerque i jego przedmieścia. Zasiadała w komisji ds. zasobów naturalnych. W wyborach w 2020 roku uzyskała reelekcję. W grudniu 2020 roku Joe Biden poinformował, że nominuje ją do objęcia stanowiska sekretarz zasobów wewnętrznych. Jej kandydaturę w petycji poparło ponad 120 liderów plemion, celebryci i aktywiści ekologiczni. 15 marca 2021 Senat Stanów Zjednoczonych stosunkiem głosów 51–40 zatwierdził jej kandydaturę na to stanowisko. 18 marca 2021 została zaprzysiężona przez wiceprezydent Kamalę Harris.